# Мосты Днепра
Всего в городе Днепре 4 моста общегосударственного значения, 3 больших моста, 3 средних моста, 20 малых мостов, 18 путепроводов, 12 подземных переходов.
К 2026 году и на перспективу намечается постройка новых мостовых переходов через реку Днепр: Павловского и восточнее Мерефо-Херсонского моста.
- Старый (Амурский) мост (мост № 1) построен к 1884 году, стоил около 4 млн рублей. Был спроектирован крупнейшим русским инженером-мостостроителем профессором Н. П. Белелюбским, был сооружён и торжественно открыт 18 мая 1884 года, одновременно с открытием Екатерининской железной дороги. До этого, на протяжении почти двух веков, река Днепр стояла преградой на «большой дороге» из Батурина через Гадяч, Полтаву, Кобеляки, Переволочну, Сичь до Перекопа. Чтобы преодолеть её, был устроен перевоз. На правом берегу его находилась слобода Новые Кайдаки, а на левом берегу — слобода Каменка (ныне часть жилмассива Ломовской).

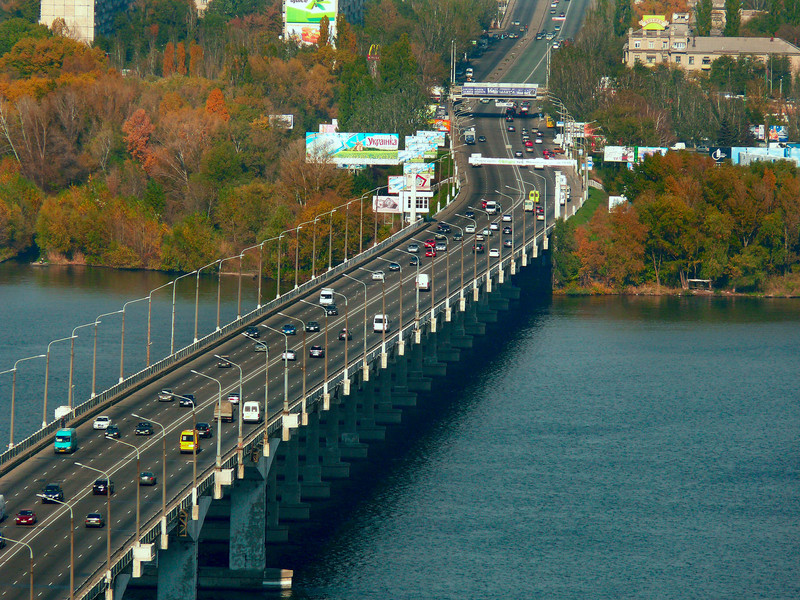
«Новый» Мост

В 1796—1884 годах в районе нынешнего Старого моста существовал наплавной деревянный, разбираемый на зиму. В своё время этот мост был самым большим в Российской империи.
Длина моста: 1395 м, с подходами 2397 м, ширина 15,5 м. Соединяет район вокзалов с левобережной частью города. В 1935 году по мосту пущен трамвай на левый берег, в 1956-м — троллейбус. В 1943 году разрушенный мост был восстановлен, но на деревянных опорах; полностью восстановлен к 1955 году. В 1977 году сдан «дублёр» железнодорожного моста — «мост № 5».
- Мерефо-Херсонский железнодорожный мост — первый мост, построенный в форме дуги. Необходимо было провести железнодорожную ветку на юг, что являлось невыполнимой задачей, поскольку станция Нижнеднепровск на левом берегу Днепра находилась левее станции Лоцманская (Южного вокзала), и соединить их прямой линией было невозможно, так как основная ветвь с востока на запад проходила как раз через Центральный вокзал и никак не сворачивала обратно восточнее. Перед инженерами-проектировщиками и маркшейдерами была поставлена задача — соединить несоединяемые станции. В течение нескольких лет проектировался мост и рассчитывалось растяжение и нагрузка на изгибе дуги. Первые опоры были сооружены ещё в 1914 году, однако затем строительство замерло. Достроен мост был в 1931—1932 годах. Восстановлен после Великой Отечественной войны в 1951 году. Проект капитального восстановления разработало ОАО «Институт Гипростроймост». Этот мост и теперь является одним из уникальнейших сооружений Украины — это самый длинный железобетонный арочный мост в Европе, общая длина составляет 1627 метров[источник не указан 4700 дней]. Все арочные пролётные строения моста с пролётами 52,22 м и 15 м вновь сооружены в виде железобетонных бесшарнирных арок и сводов. Два судоходных пролёта по 109 м до разрушения перекрывались типовыми металлическими пролётными строениями, восстановлены в виде железобетонных арок с ездой посередине.
- Центральный (Новый) — автомобильный мост, связывающий центр города с левобережной частью (улицу Коцюбинского и Слобожанский проспект). Открыт 6 ноября 1966 года под названием «Мост имени 50-летия Великого Октября»; его длина составляет 1478 м, ширина 21 м. Этот мост долгое время являлся самым длинным в Украине[1].
- Кайдакский мост позволил транзитному автотранспорту следовать по дороге Киев — Донецк без заезда в город и дал возможность развить жилищное строительство на левом берегу реки. 10 ноября 1982 года мост был торжественно открыт. Имеет 3-рядное движение автотранспорта в обе стороны и длину 1732 м, что, при учёте моста в качестве единой конструкции[2], делает его самым длинным мостом в Украине. По центру его 17 декабря 1996 года был пущен трамвай.
- Южный мост является частью восточной дуги объездной дороги вокруг города, которая находится в стадии строительства. Длина моста 1248 метров, ширина 22 м. Строился этапами с 1982 по 1993 и с 1998 по 2000 год. Открыт в декабре 2000 года. В 2002 году закончено сооружение дорожной развязки на левом берегу, построен путепровод через железную дорогу.
- Усть-Самарский мост — автомобильный. Сдан в 1981 году. Соединяет ж/м Приднепровск, Чапли и Игрень с левым берегом.
- Самарский мост — автомобильный (сдан в 1957) и железнодорожный (сдан в 1873?). Соединяет Игрень с левобережной частью города.
- Евпаторийский путепровод — автомобильный через балку — соединяет проспект Богдана Хмельницкого (бывшая ул. Героев Сталинграда) и посёлок «Корея» с жилым массивом «Тополь» и Запорожским шоссе.